# Rybical
Rybical (deutsch Rübenzahl) ist ein Dorf in der polnischen Woiwodschaft Ermland-Masuren und gehört zur Stadt- und Landgemeinde Ryn (Rhein) im Powiat Giżycki (Kreis Lötzen).

## Geographische Lage
Rybical liegt am Ostufer des Jezioro Ryńskie (deutsch Rheinscher See, auch: Rheiner See) in der östlichen Mitte der Woiwodschaft Ermland-Masuren. Bis zur Kreisstadt Giżycko (Lötzen) sind es 21 Kilometer in nordöstlicher Richtung, und die Stadt Ryn (Rhein) liegt drei Kilometer in nördlicher Richtung entfernt.

## Geschichte
Das um 1785 Riebenzahl, danach Rübenzahl genannte Dorf erfuhr im Jahre 1435 seine Gründung. Zwei Kilometer südöstlich des Dorfes war ein Vorwerk angesiedelt. 1785 wurde der Ort ein  köllmisches Dorf mit 31 Feuerstellen genannt, 1818 mit 28 Feuerstellen bei 285 Seelen.
Zwischen 1874 und 1945 war Rübenzahl in den Amtsbezirk Lawken (polnisch Ławki) eingegliedert. Er wurde 1938 in „Amtsbezirk Lauken“ umbenannt und gehörte zum Kreis Lötzen im Regierungsbezirk Gumbinnen (1905 bis 1945: Regierungsbezirk Allenstein) der preußischen Provinz Ostpreußen.
Rübenzahl hatte kein eigenes Standesamt, sondern war von 1874 bis 1913 diesbezüglich nach Orlen (polnisch: Orło), von 1913 bis 1945 nach Rhein (Ryn) hin orientiert.
Im Jahre 1910 zählte Rübenzahl 340 Einwohner. Aufgrund der Bestimmungen des Versailler Vertrags stimmte die Bevölkerung im Abstimmungsgebiet Allenstein, zu dem Rübenzahl gehörte, am 11. Juli 1920 über die weitere staatliche Zugehörigkeit zu Ostpreußen (und damit zu Deutschland) oder den Anschluss an Polen ab. In Rübenzahl stimmten 240 Einwohner für den Verbleib bei Ostpreußen, auf Polen entfielen keine Stimmen.
Am 30. September 1928 wurde der Nachbarort Justusberg (polnisch Siejkowo) eingemeindet, was sich aber nicht sonderlich auf die Zahl der Einwohner auswirkte: 19933 waren es 333, 1939 noch 285.
In Kriegsfolge kam Rübenzahl 1945 mit dem gesamten südlichen Ostpreußen zu Polen und erhielt die polnische Namensform „Rybical“. Heute ist das Dorf ein Schulzenamt (polnisch sołectwo) und eine Ortschaft im Verbund der Stadt- und Landgemeinde Ryn (Rhein) im Powiat Giżycki (Kreis Lötzen), vor 1998 der Woiwodschaft Suwałki, seither der Woiwodschaft Ermland-Masuren zugeordnet.

## Kirche
Bis 1945 war Rübenzahl in die Evangelische Pfarrkirche Rhein in der Kirchenprovinz Ostpreußen der Kirche der Altpreußischen Union und in die katholische Pfarrkirche St. Adalbert in Sensburg (polnisch Mrągowo) im Bistum Ermland eingepfarrt.
Heute gehört Rybical zur Evangelischen Pfarrkirche in Ryn in der Diözese Masuren der Evangelisch-Augsburgischen Kirche in Polen sowie zur Pfarrei Unbefleckte Empfängnis Mariä in Ryn im Bistum Ełk (Lyck) der Römisch-katholischen Kirche in Polen.

## Schule
Aufgrund der Schulreform Friedrich Wilhelms I. aus dem Jahre 1717 wurde in Rübenzahl eine Schule errichtet. Sie wurde 1945 einklassig geführt.

## Verkehr
Rybical ist von der Woiwodschaftsstraße DW 642 bei Ryński Dwór (Rheinshof) über eine Nebenstraße zu erreichen, die als Landweg weiter über Mrówki (Mroweken, 1929 bis 1945 Neuforst) bis nach Skorupki (Skorupken, 1927 bis 1945 Schalensee) führt. Eine Bahnanbindung besteht nicht.